# (4943) Lac d'Orient
(4943) Lac d'Orient est un astéroïde de la ceinture principale.

## Description
(4943) Lac d'Orient est un astéroïde de la ceinture principale. Il fut découvert par Eric Walter Elst le 27 juillet 1987 à l'observatoire de Haute-Provence. Il présente une orbite caractérisée par un demi-grand axe de 2,65 UA, une excentricité de 0,1747 et une inclinaison de 11,96° par rapport à l'écliptique.
Il fut nommé en référence au site géographique du lac d'Orient ou lac-réservoir Seine, au Nord-Est de la France. Il est situé dans le département de l'Aube, en Champagne-Ardenne.

## Compléments